# Rafael Kofman
Rafaėl' Moiseevič Kofman (in russo Рафаэль Моисеевич Кофман?; Izmaïl, 26 marzo 1908 – Mosca, 20 dicembre 1988) è stato un compositore di scacchi sovietico.

## Biografia
Nato a Izmaïl quando faceva parte del governatorato di Bessarabia, studiò nella sua città natale e poi a Praga. Trasferitosi con i fratelli in Unione Sovietica, si laureò in ingegneria all'Università tecnica statale Bauman di Mosca. Esercitò in seguito la professione di ingegnere progettista.
Dal 1954 al 1971 fu redattore della sezione problemistica della rivista «Шахматы в СССР»  (Scacchi in URSS). Fu allenatore ed istruttore presso il Central Chess Club di Mosca.
Ottenne dalla FIDE i titoli di Arbitro Internazionale per la composizione (1956) e Maestro Internazionale per la composizione (1973).
Pubblicò circa 400 problemi di vario genere, per lo più in due e tre mosse. Partecipò a sei campionati sovietici per la composizione scacchistica, ottenendo il terzo posto nei campionati del 1948, 1955 e 1959. Partecipò a molti concorsi di composizione di problemi, ottenendo tra gli altri premi 42 primi posti.
Kofman era anche un buon giocatore a tavolino: nel 1935 vinse una partita in 23 mosse contro Capablanca in una simultanea tenuta dal grande campione cubano in occasione del torneo di Mosca 1935.

## Problemi di esempio
|   | a | b | c | d | e | f | g | h |   |
| 8 | d8 torre del bianco · f8 re del bianco · g8 donna del bianco · b7 cavallo del bianco · e7 pedone del nero · f7 pedone del bianco · b6 torre del bianco · c6 cavallo del bianco · e6 re del nero · f6 pedone del nero · c5 pedone del nero · h5 pedone del nero · g4 pedone del bianco · a3 donna del nero · c3 alfiere del bianco · d3 cavallo del nero · c2 alfiere del nero · e2 alfiere del bianco · h2 alfiere del nero · b1 torre del nero | d8 torre del bianco · f8 re del bianco · g8 donna del bianco · b7 cavallo del bianco · e7 pedone del nero · f7 pedone del bianco · b6 torre del bianco · c6 cavallo del bianco · e6 re del nero · f6 pedone del nero · c5 pedone del nero · h5 pedone del nero · g4 pedone del bianco · a3 donna del nero · c3 alfiere del bianco · d3 cavallo del nero · c2 alfiere del nero · e2 alfiere del bianco · h2 alfiere del nero · b1 torre del nero | d8 torre del bianco · f8 re del bianco · g8 donna del bianco · b7 cavallo del bianco · e7 pedone del nero · f7 pedone del bianco · b6 torre del bianco · c6 cavallo del bianco · e6 re del nero · f6 pedone del nero · c5 pedone del nero · h5 pedone del nero · g4 pedone del bianco · a3 donna del nero · c3 alfiere del bianco · d3 cavallo del nero · c2 alfiere del nero · e2 alfiere del bianco · h2 alfiere del nero · b1 torre del nero | d8 torre del bianco · f8 re del bianco · g8 donna del bianco · b7 cavallo del bianco · e7 pedone del nero · f7 pedone del bianco · b6 torre del bianco · c6 cavallo del bianco · e6 re del nero · f6 pedone del nero · c5 pedone del nero · h5 pedone del nero · g4 pedone del bianco · a3 donna del nero · c3 alfiere del bianco · d3 cavallo del nero · c2 alfiere del nero · e2 alfiere del bianco · h2 alfiere del nero · b1 torre del nero | d8 torre del bianco · f8 re del bianco · g8 donna del bianco · b7 cavallo del bianco · e7 pedone del nero · f7 pedone del bianco · b6 torre del bianco · c6 cavallo del bianco · e6 re del nero · f6 pedone del nero · c5 pedone del nero · h5 pedone del nero · g4 pedone del bianco · a3 donna del nero · c3 alfiere del bianco · d3 cavallo del nero · c2 alfiere del nero · e2 alfiere del bianco · h2 alfiere del nero · b1 torre del nero | d8 torre del bianco · f8 re del bianco · g8 donna del bianco · b7 cavallo del bianco · e7 pedone del nero · f7 pedone del bianco · b6 torre del bianco · c6 cavallo del bianco · e6 re del nero · f6 pedone del nero · c5 pedone del nero · h5 pedone del nero · g4 pedone del bianco · a3 donna del nero · c3 alfiere del bianco · d3 cavallo del nero · c2 alfiere del nero · e2 alfiere del bianco · h2 alfiere del nero · b1 torre del nero | d8 torre del bianco · f8 re del bianco · g8 donna del bianco · b7 cavallo del bianco · e7 pedone del nero · f7 pedone del bianco · b6 torre del bianco · c6 cavallo del bianco · e6 re del nero · f6 pedone del nero · c5 pedone del nero · h5 pedone del nero · g4 pedone del bianco · a3 donna del nero · c3 alfiere del bianco · d3 cavallo del nero · c2 alfiere del nero · e2 alfiere del bianco · h2 alfiere del nero · b1 torre del nero | d8 torre del bianco · f8 re del bianco · g8 donna del bianco · b7 cavallo del bianco · e7 pedone del nero · f7 pedone del bianco · b6 torre del bianco · c6 cavallo del bianco · e6 re del nero · f6 pedone del nero · c5 pedone del nero · h5 pedone del nero · g4 pedone del bianco · a3 donna del nero · c3 alfiere del bianco · d3 cavallo del nero · c2 alfiere del nero · e2 alfiere del bianco · h2 alfiere del nero · b1 torre del nero | 8 |
| 7 | d8 torre del bianco · f8 re del bianco · g8 donna del bianco · b7 cavallo del bianco · e7 pedone del nero · f7 pedone del bianco · b6 torre del bianco · c6 cavallo del bianco · e6 re del nero · f6 pedone del nero · c5 pedone del nero · h5 pedone del nero · g4 pedone del bianco · a3 donna del nero · c3 alfiere del bianco · d3 cavallo del nero · c2 alfiere del nero · e2 alfiere del bianco · h2 alfiere del nero · b1 torre del nero | d8 torre del bianco · f8 re del bianco · g8 donna del bianco · b7 cavallo del bianco · e7 pedone del nero · f7 pedone del bianco · b6 torre del bianco · c6 cavallo del bianco · e6 re del nero · f6 pedone del nero · c5 pedone del nero · h5 pedone del nero · g4 pedone del bianco · a3 donna del nero · c3 alfiere del bianco · d3 cavallo del nero · c2 alfiere del nero · e2 alfiere del bianco · h2 alfiere del nero · b1 torre del nero | d8 torre del bianco · f8 re del bianco · g8 donna del bianco · b7 cavallo del bianco · e7 pedone del nero · f7 pedone del bianco · b6 torre del bianco · c6 cavallo del bianco · e6 re del nero · f6 pedone del nero · c5 pedone del nero · h5 pedone del nero · g4 pedone del bianco · a3 donna del nero · c3 alfiere del bianco · d3 cavallo del nero · c2 alfiere del nero · e2 alfiere del bianco · h2 alfiere del nero · b1 torre del nero | d8 torre del bianco · f8 re del bianco · g8 donna del bianco · b7 cavallo del bianco · e7 pedone del nero · f7 pedone del bianco · b6 torre del bianco · c6 cavallo del bianco · e6 re del nero · f6 pedone del nero · c5 pedone del nero · h5 pedone del nero · g4 pedone del bianco · a3 donna del nero · c3 alfiere del bianco · d3 cavallo del nero · c2 alfiere del nero · e2 alfiere del bianco · h2 alfiere del nero · b1 torre del nero | d8 torre del bianco · f8 re del bianco · g8 donna del bianco · b7 cavallo del bianco · e7 pedone del nero · f7 pedone del bianco · b6 torre del bianco · c6 cavallo del bianco · e6 re del nero · f6 pedone del nero · c5 pedone del nero · h5 pedone del nero · g4 pedone del bianco · a3 donna del nero · c3 alfiere del bianco · d3 cavallo del nero · c2 alfiere del nero · e2 alfiere del bianco · h2 alfiere del nero · b1 torre del nero | d8 torre del bianco · f8 re del bianco · g8 donna del bianco · b7 cavallo del bianco · e7 pedone del nero · f7 pedone del bianco · b6 torre del bianco · c6 cavallo del bianco · e6 re del nero · f6 pedone del nero · c5 pedone del nero · h5 pedone del nero · g4 pedone del bianco · a3 donna del nero · c3 alfiere del bianco · d3 cavallo del nero · c2 alfiere del nero · e2 alfiere del bianco · h2 alfiere del nero · b1 torre del nero | d8 torre del bianco · f8 re del bianco · g8 donna del bianco · b7 cavallo del bianco · e7 pedone del nero · f7 pedone del bianco · b6 torre del bianco · c6 cavallo del bianco · e6 re del nero · f6 pedone del nero · c5 pedone del nero · h5 pedone del nero · g4 pedone del bianco · a3 donna del nero · c3 alfiere del bianco · d3 cavallo del nero · c2 alfiere del nero · e2 alfiere del bianco · h2 alfiere del nero · b1 torre del nero | d8 torre del bianco · f8 re del bianco · g8 donna del bianco · b7 cavallo del bianco · e7 pedone del nero · f7 pedone del bianco · b6 torre del bianco · c6 cavallo del bianco · e6 re del nero · f6 pedone del nero · c5 pedone del nero · h5 pedone del nero · g4 pedone del bianco · a3 donna del nero · c3 alfiere del bianco · d3 cavallo del nero · c2 alfiere del nero · e2 alfiere del bianco · h2 alfiere del nero · b1 torre del nero | 7 |
| 6 | d8 torre del bianco · f8 re del bianco · g8 donna del bianco · b7 cavallo del bianco · e7 pedone del nero · f7 pedone del bianco · b6 torre del bianco · c6 cavallo del bianco · e6 re del nero · f6 pedone del nero · c5 pedone del nero · h5 pedone del nero · g4 pedone del bianco · a3 donna del nero · c3 alfiere del bianco · d3 cavallo del nero · c2 alfiere del nero · e2 alfiere del bianco · h2 alfiere del nero · b1 torre del nero | d8 torre del bianco · f8 re del bianco · g8 donna del bianco · b7 cavallo del bianco · e7 pedone del nero · f7 pedone del bianco · b6 torre del bianco · c6 cavallo del bianco · e6 re del nero · f6 pedone del nero · c5 pedone del nero · h5 pedone del nero · g4 pedone del bianco · a3 donna del nero · c3 alfiere del bianco · d3 cavallo del nero · c2 alfiere del nero · e2 alfiere del bianco · h2 alfiere del nero · b1 torre del nero | d8 torre del bianco · f8 re del bianco · g8 donna del bianco · b7 cavallo del bianco · e7 pedone del nero · f7 pedone del bianco · b6 torre del bianco · c6 cavallo del bianco · e6 re del nero · f6 pedone del nero · c5 pedone del nero · h5 pedone del nero · g4 pedone del bianco · a3 donna del nero · c3 alfiere del bianco · d3 cavallo del nero · c2 alfiere del nero · e2 alfiere del bianco · h2 alfiere del nero · b1 torre del nero | d8 torre del bianco · f8 re del bianco · g8 donna del bianco · b7 cavallo del bianco · e7 pedone del nero · f7 pedone del bianco · b6 torre del bianco · c6 cavallo del bianco · e6 re del nero · f6 pedone del nero · c5 pedone del nero · h5 pedone del nero · g4 pedone del bianco · a3 donna del nero · c3 alfiere del bianco · d3 cavallo del nero · c2 alfiere del nero · e2 alfiere del bianco · h2 alfiere del nero · b1 torre del nero | d8 torre del bianco · f8 re del bianco · g8 donna del bianco · b7 cavallo del bianco · e7 pedone del nero · f7 pedone del bianco · b6 torre del bianco · c6 cavallo del bianco · e6 re del nero · f6 pedone del nero · c5 pedone del nero · h5 pedone del nero · g4 pedone del bianco · a3 donna del nero · c3 alfiere del bianco · d3 cavallo del nero · c2 alfiere del nero · e2 alfiere del bianco · h2 alfiere del nero · b1 torre del nero | d8 torre del bianco · f8 re del bianco · g8 donna del bianco · b7 cavallo del bianco · e7 pedone del nero · f7 pedone del bianco · b6 torre del bianco · c6 cavallo del bianco · e6 re del nero · f6 pedone del nero · c5 pedone del nero · h5 pedone del nero · g4 pedone del bianco · a3 donna del nero · c3 alfiere del bianco · d3 cavallo del nero · c2 alfiere del nero · e2 alfiere del bianco · h2 alfiere del nero · b1 torre del nero | d8 torre del bianco · f8 re del bianco · g8 donna del bianco · b7 cavallo del bianco · e7 pedone del nero · f7 pedone del bianco · b6 torre del bianco · c6 cavallo del bianco · e6 re del nero · f6 pedone del nero · c5 pedone del nero · h5 pedone del nero · g4 pedone del bianco · a3 donna del nero · c3 alfiere del bianco · d3 cavallo del nero · c2 alfiere del nero · e2 alfiere del bianco · h2 alfiere del nero · b1 torre del nero | d8 torre del bianco · f8 re del bianco · g8 donna del bianco · b7 cavallo del bianco · e7 pedone del nero · f7 pedone del bianco · b6 torre del bianco · c6 cavallo del bianco · e6 re del nero · f6 pedone del nero · c5 pedone del nero · h5 pedone del nero · g4 pedone del bianco · a3 donna del nero · c3 alfiere del bianco · d3 cavallo del nero · c2 alfiere del nero · e2 alfiere del bianco · h2 alfiere del nero · b1 torre del nero | 6 |
| 5 | d8 torre del bianco · f8 re del bianco · g8 donna del bianco · b7 cavallo del bianco · e7 pedone del nero · f7 pedone del bianco · b6 torre del bianco · c6 cavallo del bianco · e6 re del nero · f6 pedone del nero · c5 pedone del nero · h5 pedone del nero · g4 pedone del bianco · a3 donna del nero · c3 alfiere del bianco · d3 cavallo del nero · c2 alfiere del nero · e2 alfiere del bianco · h2 alfiere del nero · b1 torre del nero | d8 torre del bianco · f8 re del bianco · g8 donna del bianco · b7 cavallo del bianco · e7 pedone del nero · f7 pedone del bianco · b6 torre del bianco · c6 cavallo del bianco · e6 re del nero · f6 pedone del nero · c5 pedone del nero · h5 pedone del nero · g4 pedone del bianco · a3 donna del nero · c3 alfiere del bianco · d3 cavallo del nero · c2 alfiere del nero · e2 alfiere del bianco · h2 alfiere del nero · b1 torre del nero | d8 torre del bianco · f8 re del bianco · g8 donna del bianco · b7 cavallo del bianco · e7 pedone del nero · f7 pedone del bianco · b6 torre del bianco · c6 cavallo del bianco · e6 re del nero · f6 pedone del nero · c5 pedone del nero · h5 pedone del nero · g4 pedone del bianco · a3 donna del nero · c3 alfiere del bianco · d3 cavallo del nero · c2 alfiere del nero · e2 alfiere del bianco · h2 alfiere del nero · b1 torre del nero | d8 torre del bianco · f8 re del bianco · g8 donna del bianco · b7 cavallo del bianco · e7 pedone del nero · f7 pedone del bianco · b6 torre del bianco · c6 cavallo del bianco · e6 re del nero · f6 pedone del nero · c5 pedone del nero · h5 pedone del nero · g4 pedone del bianco · a3 donna del nero · c3 alfiere del bianco · d3 cavallo del nero · c2 alfiere del nero · e2 alfiere del bianco · h2 alfiere del nero · b1 torre del nero | d8 torre del bianco · f8 re del bianco · g8 donna del bianco · b7 cavallo del bianco · e7 pedone del nero · f7 pedone del bianco · b6 torre del bianco · c6 cavallo del bianco · e6 re del nero · f6 pedone del nero · c5 pedone del nero · h5 pedone del nero · g4 pedone del bianco · a3 donna del nero · c3 alfiere del bianco · d3 cavallo del nero · c2 alfiere del nero · e2 alfiere del bianco · h2 alfiere del nero · b1 torre del nero | d8 torre del bianco · f8 re del bianco · g8 donna del bianco · b7 cavallo del bianco · e7 pedone del nero · f7 pedone del bianco · b6 torre del bianco · c6 cavallo del bianco · e6 re del nero · f6 pedone del nero · c5 pedone del nero · h5 pedone del nero · g4 pedone del bianco · a3 donna del nero · c3 alfiere del bianco · d3 cavallo del nero · c2 alfiere del nero · e2 alfiere del bianco · h2 alfiere del nero · b1 torre del nero | d8 torre del bianco · f8 re del bianco · g8 donna del bianco · b7 cavallo del bianco · e7 pedone del nero · f7 pedone del bianco · b6 torre del bianco · c6 cavallo del bianco · e6 re del nero · f6 pedone del nero · c5 pedone del nero · h5 pedone del nero · g4 pedone del bianco · a3 donna del nero · c3 alfiere del bianco · d3 cavallo del nero · c2 alfiere del nero · e2 alfiere del bianco · h2 alfiere del nero · b1 torre del nero | d8 torre del bianco · f8 re del bianco · g8 donna del bianco · b7 cavallo del bianco · e7 pedone del nero · f7 pedone del bianco · b6 torre del bianco · c6 cavallo del bianco · e6 re del nero · f6 pedone del nero · c5 pedone del nero · h5 pedone del nero · g4 pedone del bianco · a3 donna del nero · c3 alfiere del bianco · d3 cavallo del nero · c2 alfiere del nero · e2 alfiere del bianco · h2 alfiere del nero · b1 torre del nero | 5 |
| 4 | d8 torre del bianco · f8 re del bianco · g8 donna del bianco · b7 cavallo del bianco · e7 pedone del nero · f7 pedone del bianco · b6 torre del bianco · c6 cavallo del bianco · e6 re del nero · f6 pedone del nero · c5 pedone del nero · h5 pedone del nero · g4 pedone del bianco · a3 donna del nero · c3 alfiere del bianco · d3 cavallo del nero · c2 alfiere del nero · e2 alfiere del bianco · h2 alfiere del nero · b1 torre del nero | d8 torre del bianco · f8 re del bianco · g8 donna del bianco · b7 cavallo del bianco · e7 pedone del nero · f7 pedone del bianco · b6 torre del bianco · c6 cavallo del bianco · e6 re del nero · f6 pedone del nero · c5 pedone del nero · h5 pedone del nero · g4 pedone del bianco · a3 donna del nero · c3 alfiere del bianco · d3 cavallo del nero · c2 alfiere del nero · e2 alfiere del bianco · h2 alfiere del nero · b1 torre del nero | d8 torre del bianco · f8 re del bianco · g8 donna del bianco · b7 cavallo del bianco · e7 pedone del nero · f7 pedone del bianco · b6 torre del bianco · c6 cavallo del bianco · e6 re del nero · f6 pedone del nero · c5 pedone del nero · h5 pedone del nero · g4 pedone del bianco · a3 donna del nero · c3 alfiere del bianco · d3 cavallo del nero · c2 alfiere del nero · e2 alfiere del bianco · h2 alfiere del nero · b1 torre del nero | d8 torre del bianco · f8 re del bianco · g8 donna del bianco · b7 cavallo del bianco · e7 pedone del nero · f7 pedone del bianco · b6 torre del bianco · c6 cavallo del bianco · e6 re del nero · f6 pedone del nero · c5 pedone del nero · h5 pedone del nero · g4 pedone del bianco · a3 donna del nero · c3 alfiere del bianco · d3 cavallo del nero · c2 alfiere del nero · e2 alfiere del bianco · h2 alfiere del nero · b1 torre del nero | d8 torre del bianco · f8 re del bianco · g8 donna del bianco · b7 cavallo del bianco · e7 pedone del nero · f7 pedone del bianco · b6 torre del bianco · c6 cavallo del bianco · e6 re del nero · f6 pedone del nero · c5 pedone del nero · h5 pedone del nero · g4 pedone del bianco · a3 donna del nero · c3 alfiere del bianco · d3 cavallo del nero · c2 alfiere del nero · e2 alfiere del bianco · h2 alfiere del nero · b1 torre del nero | d8 torre del bianco · f8 re del bianco · g8 donna del bianco · b7 cavallo del bianco · e7 pedone del nero · f7 pedone del bianco · b6 torre del bianco · c6 cavallo del bianco · e6 re del nero · f6 pedone del nero · c5 pedone del nero · h5 pedone del nero · g4 pedone del bianco · a3 donna del nero · c3 alfiere del bianco · d3 cavallo del nero · c2 alfiere del nero · e2 alfiere del bianco · h2 alfiere del nero · b1 torre del nero | d8 torre del bianco · f8 re del bianco · g8 donna del bianco · b7 cavallo del bianco · e7 pedone del nero · f7 pedone del bianco · b6 torre del bianco · c6 cavallo del bianco · e6 re del nero · f6 pedone del nero · c5 pedone del nero · h5 pedone del nero · g4 pedone del bianco · a3 donna del nero · c3 alfiere del bianco · d3 cavallo del nero · c2 alfiere del nero · e2 alfiere del bianco · h2 alfiere del nero · b1 torre del nero | d8 torre del bianco · f8 re del bianco · g8 donna del bianco · b7 cavallo del bianco · e7 pedone del nero · f7 pedone del bianco · b6 torre del bianco · c6 cavallo del bianco · e6 re del nero · f6 pedone del nero · c5 pedone del nero · h5 pedone del nero · g4 pedone del bianco · a3 donna del nero · c3 alfiere del bianco · d3 cavallo del nero · c2 alfiere del nero · e2 alfiere del bianco · h2 alfiere del nero · b1 torre del nero | 4 |
| 3 | d8 torre del bianco · f8 re del bianco · g8 donna del bianco · b7 cavallo del bianco · e7 pedone del nero · f7 pedone del bianco · b6 torre del bianco · c6 cavallo del bianco · e6 re del nero · f6 pedone del nero · c5 pedone del nero · h5 pedone del nero · g4 pedone del bianco · a3 donna del nero · c3 alfiere del bianco · d3 cavallo del nero · c2 alfiere del nero · e2 alfiere del bianco · h2 alfiere del nero · b1 torre del nero | d8 torre del bianco · f8 re del bianco · g8 donna del bianco · b7 cavallo del bianco · e7 pedone del nero · f7 pedone del bianco · b6 torre del bianco · c6 cavallo del bianco · e6 re del nero · f6 pedone del nero · c5 pedone del nero · h5 pedone del nero · g4 pedone del bianco · a3 donna del nero · c3 alfiere del bianco · d3 cavallo del nero · c2 alfiere del nero · e2 alfiere del bianco · h2 alfiere del nero · b1 torre del nero | d8 torre del bianco · f8 re del bianco · g8 donna del bianco · b7 cavallo del bianco · e7 pedone del nero · f7 pedone del bianco · b6 torre del bianco · c6 cavallo del bianco · e6 re del nero · f6 pedone del nero · c5 pedone del nero · h5 pedone del nero · g4 pedone del bianco · a3 donna del nero · c3 alfiere del bianco · d3 cavallo del nero · c2 alfiere del nero · e2 alfiere del bianco · h2 alfiere del nero · b1 torre del nero | d8 torre del bianco · f8 re del bianco · g8 donna del bianco · b7 cavallo del bianco · e7 pedone del nero · f7 pedone del bianco · b6 torre del bianco · c6 cavallo del bianco · e6 re del nero · f6 pedone del nero · c5 pedone del nero · h5 pedone del nero · g4 pedone del bianco · a3 donna del nero · c3 alfiere del bianco · d3 cavallo del nero · c2 alfiere del nero · e2 alfiere del bianco · h2 alfiere del nero · b1 torre del nero | d8 torre del bianco · f8 re del bianco · g8 donna del bianco · b7 cavallo del bianco · e7 pedone del nero · f7 pedone del bianco · b6 torre del bianco · c6 cavallo del bianco · e6 re del nero · f6 pedone del nero · c5 pedone del nero · h5 pedone del nero · g4 pedone del bianco · a3 donna del nero · c3 alfiere del bianco · d3 cavallo del nero · c2 alfiere del nero · e2 alfiere del bianco · h2 alfiere del nero · b1 torre del nero | d8 torre del bianco · f8 re del bianco · g8 donna del bianco · b7 cavallo del bianco · e7 pedone del nero · f7 pedone del bianco · b6 torre del bianco · c6 cavallo del bianco · e6 re del nero · f6 pedone del nero · c5 pedone del nero · h5 pedone del nero · g4 pedone del bianco · a3 donna del nero · c3 alfiere del bianco · d3 cavallo del nero · c2 alfiere del nero · e2 alfiere del bianco · h2 alfiere del nero · b1 torre del nero | d8 torre del bianco · f8 re del bianco · g8 donna del bianco · b7 cavallo del bianco · e7 pedone del nero · f7 pedone del bianco · b6 torre del bianco · c6 cavallo del bianco · e6 re del nero · f6 pedone del nero · c5 pedone del nero · h5 pedone del nero · g4 pedone del bianco · a3 donna del nero · c3 alfiere del bianco · d3 cavallo del nero · c2 alfiere del nero · e2 alfiere del bianco · h2 alfiere del nero · b1 torre del nero | d8 torre del bianco · f8 re del bianco · g8 donna del bianco · b7 cavallo del bianco · e7 pedone del nero · f7 pedone del bianco · b6 torre del bianco · c6 cavallo del bianco · e6 re del nero · f6 pedone del nero · c5 pedone del nero · h5 pedone del nero · g4 pedone del bianco · a3 donna del nero · c3 alfiere del bianco · d3 cavallo del nero · c2 alfiere del nero · e2 alfiere del bianco · h2 alfiere del nero · b1 torre del nero | 3 |
| 2 | d8 torre del bianco · f8 re del bianco · g8 donna del bianco · b7 cavallo del bianco · e7 pedone del nero · f7 pedone del bianco · b6 torre del bianco · c6 cavallo del bianco · e6 re del nero · f6 pedone del nero · c5 pedone del nero · h5 pedone del nero · g4 pedone del bianco · a3 donna del nero · c3 alfiere del bianco · d3 cavallo del nero · c2 alfiere del nero · e2 alfiere del bianco · h2 alfiere del nero · b1 torre del nero | d8 torre del bianco · f8 re del bianco · g8 donna del bianco · b7 cavallo del bianco · e7 pedone del nero · f7 pedone del bianco · b6 torre del bianco · c6 cavallo del bianco · e6 re del nero · f6 pedone del nero · c5 pedone del nero · h5 pedone del nero · g4 pedone del bianco · a3 donna del nero · c3 alfiere del bianco · d3 cavallo del nero · c2 alfiere del nero · e2 alfiere del bianco · h2 alfiere del nero · b1 torre del nero | d8 torre del bianco · f8 re del bianco · g8 donna del bianco · b7 cavallo del bianco · e7 pedone del nero · f7 pedone del bianco · b6 torre del bianco · c6 cavallo del bianco · e6 re del nero · f6 pedone del nero · c5 pedone del nero · h5 pedone del nero · g4 pedone del bianco · a3 donna del nero · c3 alfiere del bianco · d3 cavallo del nero · c2 alfiere del nero · e2 alfiere del bianco · h2 alfiere del nero · b1 torre del nero | d8 torre del bianco · f8 re del bianco · g8 donna del bianco · b7 cavallo del bianco · e7 pedone del nero · f7 pedone del bianco · b6 torre del bianco · c6 cavallo del bianco · e6 re del nero · f6 pedone del nero · c5 pedone del nero · h5 pedone del nero · g4 pedone del bianco · a3 donna del nero · c3 alfiere del bianco · d3 cavallo del nero · c2 alfiere del nero · e2 alfiere del bianco · h2 alfiere del nero · b1 torre del nero | d8 torre del bianco · f8 re del bianco · g8 donna del bianco · b7 cavallo del bianco · e7 pedone del nero · f7 pedone del bianco · b6 torre del bianco · c6 cavallo del bianco · e6 re del nero · f6 pedone del nero · c5 pedone del nero · h5 pedone del nero · g4 pedone del bianco · a3 donna del nero · c3 alfiere del bianco · d3 cavallo del nero · c2 alfiere del nero · e2 alfiere del bianco · h2 alfiere del nero · b1 torre del nero | d8 torre del bianco · f8 re del bianco · g8 donna del bianco · b7 cavallo del bianco · e7 pedone del nero · f7 pedone del bianco · b6 torre del bianco · c6 cavallo del bianco · e6 re del nero · f6 pedone del nero · c5 pedone del nero · h5 pedone del nero · g4 pedone del bianco · a3 donna del nero · c3 alfiere del bianco · d3 cavallo del nero · c2 alfiere del nero · e2 alfiere del bianco · h2 alfiere del nero · b1 torre del nero | d8 torre del bianco · f8 re del bianco · g8 donna del bianco · b7 cavallo del bianco · e7 pedone del nero · f7 pedone del bianco · b6 torre del bianco · c6 cavallo del bianco · e6 re del nero · f6 pedone del nero · c5 pedone del nero · h5 pedone del nero · g4 pedone del bianco · a3 donna del nero · c3 alfiere del bianco · d3 cavallo del nero · c2 alfiere del nero · e2 alfiere del bianco · h2 alfiere del nero · b1 torre del nero | d8 torre del bianco · f8 re del bianco · g8 donna del bianco · b7 cavallo del bianco · e7 pedone del nero · f7 pedone del bianco · b6 torre del bianco · c6 cavallo del bianco · e6 re del nero · f6 pedone del nero · c5 pedone del nero · h5 pedone del nero · g4 pedone del bianco · a3 donna del nero · c3 alfiere del bianco · d3 cavallo del nero · c2 alfiere del nero · e2 alfiere del bianco · h2 alfiere del nero · b1 torre del nero | 2 |
| 1 | d8 torre del bianco · f8 re del bianco · g8 donna del bianco · b7 cavallo del bianco · e7 pedone del nero · f7 pedone del bianco · b6 torre del bianco · c6 cavallo del bianco · e6 re del nero · f6 pedone del nero · c5 pedone del nero · h5 pedone del nero · g4 pedone del bianco · a3 donna del nero · c3 alfiere del bianco · d3 cavallo del nero · c2 alfiere del nero · e2 alfiere del bianco · h2 alfiere del nero · b1 torre del nero | d8 torre del bianco · f8 re del bianco · g8 donna del bianco · b7 cavallo del bianco · e7 pedone del nero · f7 pedone del bianco · b6 torre del bianco · c6 cavallo del bianco · e6 re del nero · f6 pedone del nero · c5 pedone del nero · h5 pedone del nero · g4 pedone del bianco · a3 donna del nero · c3 alfiere del bianco · d3 cavallo del nero · c2 alfiere del nero · e2 alfiere del bianco · h2 alfiere del nero · b1 torre del nero | d8 torre del bianco · f8 re del bianco · g8 donna del bianco · b7 cavallo del bianco · e7 pedone del nero · f7 pedone del bianco · b6 torre del bianco · c6 cavallo del bianco · e6 re del nero · f6 pedone del nero · c5 pedone del nero · h5 pedone del nero · g4 pedone del bianco · a3 donna del nero · c3 alfiere del bianco · d3 cavallo del nero · c2 alfiere del nero · e2 alfiere del bianco · h2 alfiere del nero · b1 torre del nero | d8 torre del bianco · f8 re del bianco · g8 donna del bianco · b7 cavallo del bianco · e7 pedone del nero · f7 pedone del bianco · b6 torre del bianco · c6 cavallo del bianco · e6 re del nero · f6 pedone del nero · c5 pedone del nero · h5 pedone del nero · g4 pedone del bianco · a3 donna del nero · c3 alfiere del bianco · d3 cavallo del nero · c2 alfiere del nero · e2 alfiere del bianco · h2 alfiere del nero · b1 torre del nero | d8 torre del bianco · f8 re del bianco · g8 donna del bianco · b7 cavallo del bianco · e7 pedone del nero · f7 pedone del bianco · b6 torre del bianco · c6 cavallo del bianco · e6 re del nero · f6 pedone del nero · c5 pedone del nero · h5 pedone del nero · g4 pedone del bianco · a3 donna del nero · c3 alfiere del bianco · d3 cavallo del nero · c2 alfiere del nero · e2 alfiere del bianco · h2 alfiere del nero · b1 torre del nero | d8 torre del bianco · f8 re del bianco · g8 donna del bianco · b7 cavallo del bianco · e7 pedone del nero · f7 pedone del bianco · b6 torre del bianco · c6 cavallo del bianco · e6 re del nero · f6 pedone del nero · c5 pedone del nero · h5 pedone del nero · g4 pedone del bianco · a3 donna del nero · c3 alfiere del bianco · d3 cavallo del nero · c2 alfiere del nero · e2 alfiere del bianco · h2 alfiere del nero · b1 torre del nero | d8 torre del bianco · f8 re del bianco · g8 donna del bianco · b7 cavallo del bianco · e7 pedone del nero · f7 pedone del bianco · b6 torre del bianco · c6 cavallo del bianco · e6 re del nero · f6 pedone del nero · c5 pedone del nero · h5 pedone del nero · g4 pedone del bianco · a3 donna del nero · c3 alfiere del bianco · d3 cavallo del nero · c2 alfiere del nero · e2 alfiere del bianco · h2 alfiere del nero · b1 torre del nero | d8 torre del bianco · f8 re del bianco · g8 donna del bianco · b7 cavallo del bianco · e7 pedone del nero · f7 pedone del bianco · b6 torre del bianco · c6 cavallo del bianco · e6 re del nero · f6 pedone del nero · c5 pedone del nero · h5 pedone del nero · g4 pedone del bianco · a3 donna del nero · c3 alfiere del bianco · d3 cavallo del nero · c2 alfiere del nero · e2 alfiere del bianco · h2 alfiere del nero · b1 torre del nero | 1 |
|   | a | b | c | d | e | f | g | h |   |

Soluzione:
Chiave:  1. Dg6!  (minaccia 2. Df5#)
- 1. …C ~  2. Ac4#
- 1. …Cb2 2. Ce5#
- 1. …Cf4  2. Cb4#
- 1. …Cb4 2. Cxc5#
- 1. …Ce5  2. Cd4#

|   | a | b | c | d | e | f | g | h |   |
| 8 | c8 re del bianco · e8 re del nero · b7 cavallo del bianco · e6 cavallo del nero · h6 torre del bianco · e5 alfiere del nero · h5 cavallo del bianco · b4 alfiere del bianco · a2 alfiere del nero · e2 donna del bianco · f2 torre del bianco · c1 cavallo del nero · f1 donna del nero | c8 re del bianco · e8 re del nero · b7 cavallo del bianco · e6 cavallo del nero · h6 torre del bianco · e5 alfiere del nero · h5 cavallo del bianco · b4 alfiere del bianco · a2 alfiere del nero · e2 donna del bianco · f2 torre del bianco · c1 cavallo del nero · f1 donna del nero | c8 re del bianco · e8 re del nero · b7 cavallo del bianco · e6 cavallo del nero · h6 torre del bianco · e5 alfiere del nero · h5 cavallo del bianco · b4 alfiere del bianco · a2 alfiere del nero · e2 donna del bianco · f2 torre del bianco · c1 cavallo del nero · f1 donna del nero | c8 re del bianco · e8 re del nero · b7 cavallo del bianco · e6 cavallo del nero · h6 torre del bianco · e5 alfiere del nero · h5 cavallo del bianco · b4 alfiere del bianco · a2 alfiere del nero · e2 donna del bianco · f2 torre del bianco · c1 cavallo del nero · f1 donna del nero | c8 re del bianco · e8 re del nero · b7 cavallo del bianco · e6 cavallo del nero · h6 torre del bianco · e5 alfiere del nero · h5 cavallo del bianco · b4 alfiere del bianco · a2 alfiere del nero · e2 donna del bianco · f2 torre del bianco · c1 cavallo del nero · f1 donna del nero | c8 re del bianco · e8 re del nero · b7 cavallo del bianco · e6 cavallo del nero · h6 torre del bianco · e5 alfiere del nero · h5 cavallo del bianco · b4 alfiere del bianco · a2 alfiere del nero · e2 donna del bianco · f2 torre del bianco · c1 cavallo del nero · f1 donna del nero | c8 re del bianco · e8 re del nero · b7 cavallo del bianco · e6 cavallo del nero · h6 torre del bianco · e5 alfiere del nero · h5 cavallo del bianco · b4 alfiere del bianco · a2 alfiere del nero · e2 donna del bianco · f2 torre del bianco · c1 cavallo del nero · f1 donna del nero | c8 re del bianco · e8 re del nero · b7 cavallo del bianco · e6 cavallo del nero · h6 torre del bianco · e5 alfiere del nero · h5 cavallo del bianco · b4 alfiere del bianco · a2 alfiere del nero · e2 donna del bianco · f2 torre del bianco · c1 cavallo del nero · f1 donna del nero | 8 |
| 7 | c8 re del bianco · e8 re del nero · b7 cavallo del bianco · e6 cavallo del nero · h6 torre del bianco · e5 alfiere del nero · h5 cavallo del bianco · b4 alfiere del bianco · a2 alfiere del nero · e2 donna del bianco · f2 torre del bianco · c1 cavallo del nero · f1 donna del nero | c8 re del bianco · e8 re del nero · b7 cavallo del bianco · e6 cavallo del nero · h6 torre del bianco · e5 alfiere del nero · h5 cavallo del bianco · b4 alfiere del bianco · a2 alfiere del nero · e2 donna del bianco · f2 torre del bianco · c1 cavallo del nero · f1 donna del nero | c8 re del bianco · e8 re del nero · b7 cavallo del bianco · e6 cavallo del nero · h6 torre del bianco · e5 alfiere del nero · h5 cavallo del bianco · b4 alfiere del bianco · a2 alfiere del nero · e2 donna del bianco · f2 torre del bianco · c1 cavallo del nero · f1 donna del nero | c8 re del bianco · e8 re del nero · b7 cavallo del bianco · e6 cavallo del nero · h6 torre del bianco · e5 alfiere del nero · h5 cavallo del bianco · b4 alfiere del bianco · a2 alfiere del nero · e2 donna del bianco · f2 torre del bianco · c1 cavallo del nero · f1 donna del nero | c8 re del bianco · e8 re del nero · b7 cavallo del bianco · e6 cavallo del nero · h6 torre del bianco · e5 alfiere del nero · h5 cavallo del bianco · b4 alfiere del bianco · a2 alfiere del nero · e2 donna del bianco · f2 torre del bianco · c1 cavallo del nero · f1 donna del nero | c8 re del bianco · e8 re del nero · b7 cavallo del bianco · e6 cavallo del nero · h6 torre del bianco · e5 alfiere del nero · h5 cavallo del bianco · b4 alfiere del bianco · a2 alfiere del nero · e2 donna del bianco · f2 torre del bianco · c1 cavallo del nero · f1 donna del nero | c8 re del bianco · e8 re del nero · b7 cavallo del bianco · e6 cavallo del nero · h6 torre del bianco · e5 alfiere del nero · h5 cavallo del bianco · b4 alfiere del bianco · a2 alfiere del nero · e2 donna del bianco · f2 torre del bianco · c1 cavallo del nero · f1 donna del nero | c8 re del bianco · e8 re del nero · b7 cavallo del bianco · e6 cavallo del nero · h6 torre del bianco · e5 alfiere del nero · h5 cavallo del bianco · b4 alfiere del bianco · a2 alfiere del nero · e2 donna del bianco · f2 torre del bianco · c1 cavallo del nero · f1 donna del nero | 7 |
| 6 | c8 re del bianco · e8 re del nero · b7 cavallo del bianco · e6 cavallo del nero · h6 torre del bianco · e5 alfiere del nero · h5 cavallo del bianco · b4 alfiere del bianco · a2 alfiere del nero · e2 donna del bianco · f2 torre del bianco · c1 cavallo del nero · f1 donna del nero | c8 re del bianco · e8 re del nero · b7 cavallo del bianco · e6 cavallo del nero · h6 torre del bianco · e5 alfiere del nero · h5 cavallo del bianco · b4 alfiere del bianco · a2 alfiere del nero · e2 donna del bianco · f2 torre del bianco · c1 cavallo del nero · f1 donna del nero | c8 re del bianco · e8 re del nero · b7 cavallo del bianco · e6 cavallo del nero · h6 torre del bianco · e5 alfiere del nero · h5 cavallo del bianco · b4 alfiere del bianco · a2 alfiere del nero · e2 donna del bianco · f2 torre del bianco · c1 cavallo del nero · f1 donna del nero | c8 re del bianco · e8 re del nero · b7 cavallo del bianco · e6 cavallo del nero · h6 torre del bianco · e5 alfiere del nero · h5 cavallo del bianco · b4 alfiere del bianco · a2 alfiere del nero · e2 donna del bianco · f2 torre del bianco · c1 cavallo del nero · f1 donna del nero | c8 re del bianco · e8 re del nero · b7 cavallo del bianco · e6 cavallo del nero · h6 torre del bianco · e5 alfiere del nero · h5 cavallo del bianco · b4 alfiere del bianco · a2 alfiere del nero · e2 donna del bianco · f2 torre del bianco · c1 cavallo del nero · f1 donna del nero | c8 re del bianco · e8 re del nero · b7 cavallo del bianco · e6 cavallo del nero · h6 torre del bianco · e5 alfiere del nero · h5 cavallo del bianco · b4 alfiere del bianco · a2 alfiere del nero · e2 donna del bianco · f2 torre del bianco · c1 cavallo del nero · f1 donna del nero | c8 re del bianco · e8 re del nero · b7 cavallo del bianco · e6 cavallo del nero · h6 torre del bianco · e5 alfiere del nero · h5 cavallo del bianco · b4 alfiere del bianco · a2 alfiere del nero · e2 donna del bianco · f2 torre del bianco · c1 cavallo del nero · f1 donna del nero | c8 re del bianco · e8 re del nero · b7 cavallo del bianco · e6 cavallo del nero · h6 torre del bianco · e5 alfiere del nero · h5 cavallo del bianco · b4 alfiere del bianco · a2 alfiere del nero · e2 donna del bianco · f2 torre del bianco · c1 cavallo del nero · f1 donna del nero | 6 |
| 5 | c8 re del bianco · e8 re del nero · b7 cavallo del bianco · e6 cavallo del nero · h6 torre del bianco · e5 alfiere del nero · h5 cavallo del bianco · b4 alfiere del bianco · a2 alfiere del nero · e2 donna del bianco · f2 torre del bianco · c1 cavallo del nero · f1 donna del nero | c8 re del bianco · e8 re del nero · b7 cavallo del bianco · e6 cavallo del nero · h6 torre del bianco · e5 alfiere del nero · h5 cavallo del bianco · b4 alfiere del bianco · a2 alfiere del nero · e2 donna del bianco · f2 torre del bianco · c1 cavallo del nero · f1 donna del nero | c8 re del bianco · e8 re del nero · b7 cavallo del bianco · e6 cavallo del nero · h6 torre del bianco · e5 alfiere del nero · h5 cavallo del bianco · b4 alfiere del bianco · a2 alfiere del nero · e2 donna del bianco · f2 torre del bianco · c1 cavallo del nero · f1 donna del nero | c8 re del bianco · e8 re del nero · b7 cavallo del bianco · e6 cavallo del nero · h6 torre del bianco · e5 alfiere del nero · h5 cavallo del bianco · b4 alfiere del bianco · a2 alfiere del nero · e2 donna del bianco · f2 torre del bianco · c1 cavallo del nero · f1 donna del nero | c8 re del bianco · e8 re del nero · b7 cavallo del bianco · e6 cavallo del nero · h6 torre del bianco · e5 alfiere del nero · h5 cavallo del bianco · b4 alfiere del bianco · a2 alfiere del nero · e2 donna del bianco · f2 torre del bianco · c1 cavallo del nero · f1 donna del nero | c8 re del bianco · e8 re del nero · b7 cavallo del bianco · e6 cavallo del nero · h6 torre del bianco · e5 alfiere del nero · h5 cavallo del bianco · b4 alfiere del bianco · a2 alfiere del nero · e2 donna del bianco · f2 torre del bianco · c1 cavallo del nero · f1 donna del nero | c8 re del bianco · e8 re del nero · b7 cavallo del bianco · e6 cavallo del nero · h6 torre del bianco · e5 alfiere del nero · h5 cavallo del bianco · b4 alfiere del bianco · a2 alfiere del nero · e2 donna del bianco · f2 torre del bianco · c1 cavallo del nero · f1 donna del nero | c8 re del bianco · e8 re del nero · b7 cavallo del bianco · e6 cavallo del nero · h6 torre del bianco · e5 alfiere del nero · h5 cavallo del bianco · b4 alfiere del bianco · a2 alfiere del nero · e2 donna del bianco · f2 torre del bianco · c1 cavallo del nero · f1 donna del nero | 5 |
| 4 | c8 re del bianco · e8 re del nero · b7 cavallo del bianco · e6 cavallo del nero · h6 torre del bianco · e5 alfiere del nero · h5 cavallo del bianco · b4 alfiere del bianco · a2 alfiere del nero · e2 donna del bianco · f2 torre del bianco · c1 cavallo del nero · f1 donna del nero | c8 re del bianco · e8 re del nero · b7 cavallo del bianco · e6 cavallo del nero · h6 torre del bianco · e5 alfiere del nero · h5 cavallo del bianco · b4 alfiere del bianco · a2 alfiere del nero · e2 donna del bianco · f2 torre del bianco · c1 cavallo del nero · f1 donna del nero | c8 re del bianco · e8 re del nero · b7 cavallo del bianco · e6 cavallo del nero · h6 torre del bianco · e5 alfiere del nero · h5 cavallo del bianco · b4 alfiere del bianco · a2 alfiere del nero · e2 donna del bianco · f2 torre del bianco · c1 cavallo del nero · f1 donna del nero | c8 re del bianco · e8 re del nero · b7 cavallo del bianco · e6 cavallo del nero · h6 torre del bianco · e5 alfiere del nero · h5 cavallo del bianco · b4 alfiere del bianco · a2 alfiere del nero · e2 donna del bianco · f2 torre del bianco · c1 cavallo del nero · f1 donna del nero | c8 re del bianco · e8 re del nero · b7 cavallo del bianco · e6 cavallo del nero · h6 torre del bianco · e5 alfiere del nero · h5 cavallo del bianco · b4 alfiere del bianco · a2 alfiere del nero · e2 donna del bianco · f2 torre del bianco · c1 cavallo del nero · f1 donna del nero | c8 re del bianco · e8 re del nero · b7 cavallo del bianco · e6 cavallo del nero · h6 torre del bianco · e5 alfiere del nero · h5 cavallo del bianco · b4 alfiere del bianco · a2 alfiere del nero · e2 donna del bianco · f2 torre del bianco · c1 cavallo del nero · f1 donna del nero | c8 re del bianco · e8 re del nero · b7 cavallo del bianco · e6 cavallo del nero · h6 torre del bianco · e5 alfiere del nero · h5 cavallo del bianco · b4 alfiere del bianco · a2 alfiere del nero · e2 donna del bianco · f2 torre del bianco · c1 cavallo del nero · f1 donna del nero | c8 re del bianco · e8 re del nero · b7 cavallo del bianco · e6 cavallo del nero · h6 torre del bianco · e5 alfiere del nero · h5 cavallo del bianco · b4 alfiere del bianco · a2 alfiere del nero · e2 donna del bianco · f2 torre del bianco · c1 cavallo del nero · f1 donna del nero | 4 |
| 3 | c8 re del bianco · e8 re del nero · b7 cavallo del bianco · e6 cavallo del nero · h6 torre del bianco · e5 alfiere del nero · h5 cavallo del bianco · b4 alfiere del bianco · a2 alfiere del nero · e2 donna del bianco · f2 torre del bianco · c1 cavallo del nero · f1 donna del nero | c8 re del bianco · e8 re del nero · b7 cavallo del bianco · e6 cavallo del nero · h6 torre del bianco · e5 alfiere del nero · h5 cavallo del bianco · b4 alfiere del bianco · a2 alfiere del nero · e2 donna del bianco · f2 torre del bianco · c1 cavallo del nero · f1 donna del nero | c8 re del bianco · e8 re del nero · b7 cavallo del bianco · e6 cavallo del nero · h6 torre del bianco · e5 alfiere del nero · h5 cavallo del bianco · b4 alfiere del bianco · a2 alfiere del nero · e2 donna del bianco · f2 torre del bianco · c1 cavallo del nero · f1 donna del nero | c8 re del bianco · e8 re del nero · b7 cavallo del bianco · e6 cavallo del nero · h6 torre del bianco · e5 alfiere del nero · h5 cavallo del bianco · b4 alfiere del bianco · a2 alfiere del nero · e2 donna del bianco · f2 torre del bianco · c1 cavallo del nero · f1 donna del nero | c8 re del bianco · e8 re del nero · b7 cavallo del bianco · e6 cavallo del nero · h6 torre del bianco · e5 alfiere del nero · h5 cavallo del bianco · b4 alfiere del bianco · a2 alfiere del nero · e2 donna del bianco · f2 torre del bianco · c1 cavallo del nero · f1 donna del nero | c8 re del bianco · e8 re del nero · b7 cavallo del bianco · e6 cavallo del nero · h6 torre del bianco · e5 alfiere del nero · h5 cavallo del bianco · b4 alfiere del bianco · a2 alfiere del nero · e2 donna del bianco · f2 torre del bianco · c1 cavallo del nero · f1 donna del nero | c8 re del bianco · e8 re del nero · b7 cavallo del bianco · e6 cavallo del nero · h6 torre del bianco · e5 alfiere del nero · h5 cavallo del bianco · b4 alfiere del bianco · a2 alfiere del nero · e2 donna del bianco · f2 torre del bianco · c1 cavallo del nero · f1 donna del nero | c8 re del bianco · e8 re del nero · b7 cavallo del bianco · e6 cavallo del nero · h6 torre del bianco · e5 alfiere del nero · h5 cavallo del bianco · b4 alfiere del bianco · a2 alfiere del nero · e2 donna del bianco · f2 torre del bianco · c1 cavallo del nero · f1 donna del nero | 3 |
| 2 | c8 re del bianco · e8 re del nero · b7 cavallo del bianco · e6 cavallo del nero · h6 torre del bianco · e5 alfiere del nero · h5 cavallo del bianco · b4 alfiere del bianco · a2 alfiere del nero · e2 donna del bianco · f2 torre del bianco · c1 cavallo del nero · f1 donna del nero | c8 re del bianco · e8 re del nero · b7 cavallo del bianco · e6 cavallo del nero · h6 torre del bianco · e5 alfiere del nero · h5 cavallo del bianco · b4 alfiere del bianco · a2 alfiere del nero · e2 donna del bianco · f2 torre del bianco · c1 cavallo del nero · f1 donna del nero | c8 re del bianco · e8 re del nero · b7 cavallo del bianco · e6 cavallo del nero · h6 torre del bianco · e5 alfiere del nero · h5 cavallo del bianco · b4 alfiere del bianco · a2 alfiere del nero · e2 donna del bianco · f2 torre del bianco · c1 cavallo del nero · f1 donna del nero | c8 re del bianco · e8 re del nero · b7 cavallo del bianco · e6 cavallo del nero · h6 torre del bianco · e5 alfiere del nero · h5 cavallo del bianco · b4 alfiere del bianco · a2 alfiere del nero · e2 donna del bianco · f2 torre del bianco · c1 cavallo del nero · f1 donna del nero | c8 re del bianco · e8 re del nero · b7 cavallo del bianco · e6 cavallo del nero · h6 torre del bianco · e5 alfiere del nero · h5 cavallo del bianco · b4 alfiere del bianco · a2 alfiere del nero · e2 donna del bianco · f2 torre del bianco · c1 cavallo del nero · f1 donna del nero | c8 re del bianco · e8 re del nero · b7 cavallo del bianco · e6 cavallo del nero · h6 torre del bianco · e5 alfiere del nero · h5 cavallo del bianco · b4 alfiere del bianco · a2 alfiere del nero · e2 donna del bianco · f2 torre del bianco · c1 cavallo del nero · f1 donna del nero | c8 re del bianco · e8 re del nero · b7 cavallo del bianco · e6 cavallo del nero · h6 torre del bianco · e5 alfiere del nero · h5 cavallo del bianco · b4 alfiere del bianco · a2 alfiere del nero · e2 donna del bianco · f2 torre del bianco · c1 cavallo del nero · f1 donna del nero | c8 re del bianco · e8 re del nero · b7 cavallo del bianco · e6 cavallo del nero · h6 torre del bianco · e5 alfiere del nero · h5 cavallo del bianco · b4 alfiere del bianco · a2 alfiere del nero · e2 donna del bianco · f2 torre del bianco · c1 cavallo del nero · f1 donna del nero | 2 |
| 1 | c8 re del bianco · e8 re del nero · b7 cavallo del bianco · e6 cavallo del nero · h6 torre del bianco · e5 alfiere del nero · h5 cavallo del bianco · b4 alfiere del bianco · a2 alfiere del nero · e2 donna del bianco · f2 torre del bianco · c1 cavallo del nero · f1 donna del nero | c8 re del bianco · e8 re del nero · b7 cavallo del bianco · e6 cavallo del nero · h6 torre del bianco · e5 alfiere del nero · h5 cavallo del bianco · b4 alfiere del bianco · a2 alfiere del nero · e2 donna del bianco · f2 torre del bianco · c1 cavallo del nero · f1 donna del nero | c8 re del bianco · e8 re del nero · b7 cavallo del bianco · e6 cavallo del nero · h6 torre del bianco · e5 alfiere del nero · h5 cavallo del bianco · b4 alfiere del bianco · a2 alfiere del nero · e2 donna del bianco · f2 torre del bianco · c1 cavallo del nero · f1 donna del nero | c8 re del bianco · e8 re del nero · b7 cavallo del bianco · e6 cavallo del nero · h6 torre del bianco · e5 alfiere del nero · h5 cavallo del bianco · b4 alfiere del bianco · a2 alfiere del nero · e2 donna del bianco · f2 torre del bianco · c1 cavallo del nero · f1 donna del nero | c8 re del bianco · e8 re del nero · b7 cavallo del bianco · e6 cavallo del nero · h6 torre del bianco · e5 alfiere del nero · h5 cavallo del bianco · b4 alfiere del bianco · a2 alfiere del nero · e2 donna del bianco · f2 torre del bianco · c1 cavallo del nero · f1 donna del nero | c8 re del bianco · e8 re del nero · b7 cavallo del bianco · e6 cavallo del nero · h6 torre del bianco · e5 alfiere del nero · h5 cavallo del bianco · b4 alfiere del bianco · a2 alfiere del nero · e2 donna del bianco · f2 torre del bianco · c1 cavallo del nero · f1 donna del nero | c8 re del bianco · e8 re del nero · b7 cavallo del bianco · e6 cavallo del nero · h6 torre del bianco · e5 alfiere del nero · h5 cavallo del bianco · b4 alfiere del bianco · a2 alfiere del nero · e2 donna del bianco · f2 torre del bianco · c1 cavallo del nero · f1 donna del nero | c8 re del bianco · e8 re del nero · b7 cavallo del bianco · e6 cavallo del nero · h6 torre del bianco · e5 alfiere del nero · h5 cavallo del bianco · b4 alfiere del bianco · a2 alfiere del nero · e2 donna del bianco · f2 torre del bianco · c1 cavallo del nero · f1 donna del nero | 1 |
|   | a | b | c | d | e | f | g | h |   |

Soluzione:
Chiave:  1. Th7!
- 1. …Cxe2 / Dxe2   2. Te7#
- 1. …Dxf2   2. Db5#
- 1. …Af6  2. Cxf6#
- 1. …Ag7  2. Dxe6#
- 1. …Cg7  2. Th8#

## Opere
Rafael Kofman ha pubblicato diversi libri sulla composizione scacchistica, tra cui, in russo:
- Шахматная задача: сборник (Il problema di scacchi: una raccolta), Fizkultura i sport, Mosca, 1951 (con E. I. Umnov)
- Всесоюзные первенства по шахматной композиции (Campionato All-Union in composizione di scacchi), Fizkultura i sport, Mosca, 1956
- Избранные задачи С. Лойда (Problemi selezionati S. Loyd), Fizkultura i sport, Mosca, 1960
- Шахматный словарь (Dizionario di scacchi), Fizkultura i sport, Mosca, 1964 (con L.G. Abrams e G.M. Geiler)
- Шахматная композиция 1974—1976 (Composizione scacchistica 1974-1976), Fizkultura i sport, Mosca, 1978 (coautore)
- Гроссмейстер шахматной композиции (Grandi maestri della composizione scacchistica), Fizkultura i sport, Mosca, 1980 (coautore)
- Избранные этюды С. Каминера и М. Либуркина (Studi scelti di S. Kaminer e M. Liburkin), Fizkultura i sport, Mosca, 1981
- Избранные композиции (Composizioni scelte), Mosca, 1985 (coautore)

In italiano è stato pubblicato il libro:
- Sam Loyd, la vita e le opere, edizioni Scacco!, S. Maria Capua Vetere, 1972, contenente circa 150 composizioni del grande problemista statunitense Samuel Loyd.